# Парашютная мина

Обезвреженная немецкая 1000-килограммовая парашютная мина. Глазго, 18 марта 1941 года

Парашютная мина (англ. Parachute mine, нем. Luftmine) — морская мина, сбрасываемая с самолёта на парашюте. Во Второй мировой войне они использовались в основном Люфтваффе и первоначально командованием бомбардировщиков Королевских ВВС (РАФ). Часто они сбрасывались на наземные цели.

## История

### Люфтваффе
Во время Второй мировой войны Люфтваффе использовали несколько различных видов парашютных мин. Luftmine A (LMA) и Luftmine B (LMB) весили 500 кг (1100 фунтов) и 1000 кг (2200 фунтов) соответственно. Длина LMA составляла 5 футов 8 дюймов (1,73 м), а LMB — 8 футов 8 дюймов (2,64 м).

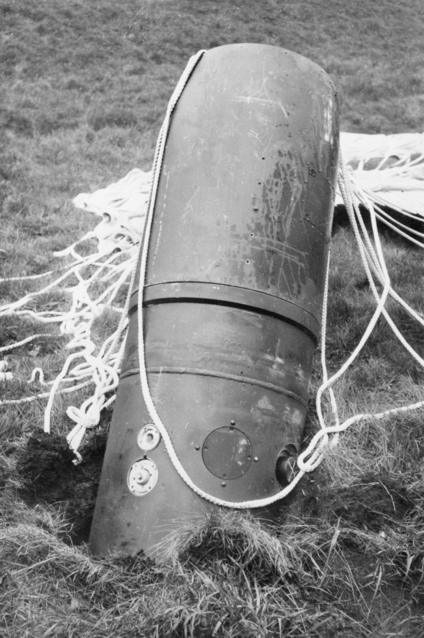
Немецкая парашютная мина, упавшая на территории Королевского арсенала в Вулвиче, примерно в 1940—1942 гг.

После раскрытия парашюта мина спускалась со скоростью около 40 миль в час (64 км/ч). Если мина падала на сушу, то через 25 секунд после падения часовой механизм приводил её взрыватель в действие. Если мина падала в воду на глубину более 8 футов (2,4 м), то давление воды и растворение водорастворимого предохранителя отключали часовой механизм и приводили в действие взрыватель, реагирующий на прохождение судна.
Вначале парашютные мины оснащались только магнитными взрывателями, но позже на них стали устанавливать акустические или магнитно-акустические взрыватели. Люфтваффе начали сбрасывать мины в британских водах в ноябре 1939 года, используя гидросамолеты Heinkel He 115 и сухопутные бомбардировщики Heinkel He 111. Новый британский крейсер HMS Belfast был поврежден парашютной миной 21 ноября в заливе Ферт-оф-Форт, а эсминец HMS Gipsy был поврежден в Харвиже в ту же ночь.
Угроза судоходству, которую представляли данные мины с их магнитными взрывателями, была фактически сведена на нет после того, как немецкая парашютная мина была 23 ноября 1939 года захвачена неповреждённой, когда она упала в ил во время отлива в эстуарии Темзы. Взрыватель был тщательно изучен. Выяснилось, что мины можно обезвреживать путём нейтрализации магнитных полей корпусов кораблей с помощью процесса, называемого размагничиванием. Для этого необходимо было либо проложить электрические провода по внутренней поверхности корпуса, либо пропустить электрический кабель под корпусом судна, что называлось «протиранием».
Впервые парашютные мины были применены против наземных целей 16 сентября 1940 года на ранних стадиях «Блица». Ходили слухи, что Герман Геринг приказал сбросить парашютные мины на Лондон в порыве гнева, но более вероятно, что первоначально они предназначались для нарушения судоходства в районе лондонских доков. С октября 1940 г. мины сбрасывались и на другие британские города, такие как Бирмингем, Ливерпуль, Манчестер и Ковентри. Их обезвреживанием занимался Королевский флот, который оперативно направил в Лондон команду с корабля HMS Vernon, а армейские сапёры были предупреждены, что пытаться обезвредить их без руководства флота крайне нежелательно. Официальное британское обозначение этого оружия на суше было «парашютные мины», но гражданские лица называли их просто «минами».
После 1941 года применение стандартных парашютных мин сократилось, но впоследствии Люфтваффе стали использовать 1000-кг (2200-фунтовую) бомбу Bombenmine (BM 1000, Monika или G Mine). Она имела хвостовую часть из бакелита, которая разрушалась при ударе. В крышке бомбы находился фотодатчик, который при попадании на него света приводил бомбу в действие, чтобы противодействовать работе саперов.

### Британские операции
До начала войны Адмиралтейство разрабатывало мины, в том числе акустические и магнитоуправляемые, которые были введены в действие в начале войны. Установленные на мелководье, они срабатывали при прохождении над ними судна.
Эти операции были продолжением блокады Германии, цели выбирались Адмиралтейством, исполнение было возложено на силы Королевских ВВС. Изначально за проведение операций отвечало Береговое командование Королевских ВВС, но у них было недостаточно самолётов, а средние бомбардировщики, стоящие на вооружении Берегового командования, могли нести только одну мину. Поэтому продолжение исполнения задачи по установке парашютных магнитных мин взяло на себя Бомбардировочное командование Королевских ВВС выделив часть тяжёлых четырёхмоторных бомбардировщиков, способных нести по четыре мины. Самолёты «Short Stirling» стали специализироваться на таких заданиях после того, как их сняли с фронтовых операций против немецких городов.
Операции по установке мин в британских ВВС были известны как «садоводство», этот термин перешел в шифровальное дело.
Английские парашютные мины имели длину около 9 футов и диаметр 17 дюймов (0,43 м). Масса мины составляла 750 фунтов (340 кг) взрывчатого вещества типа аммотола (тротил и аммиачная селитра), или минола (тротил, аммиачная селитра и алюминий), а общий вес мины равнялся 1500 фунтов (0,68 т).